# Lijst van voetbalinterlands Brunei - Hongkong
Deze lijst van voetbalinterlands is een overzicht van alle officiële voetbalinterlands tussen de nationale teams van Brunei en Hongkong. De landen hebben tot nu toe vier keer tegen elkaar gespeeld. De eerste ontmoeting, een kwalificatiewedstrijd voor de Azië Cup 1976, vond plaats in Hongkong op 1 mei 1975. Het laatste duel, een vriendschappelijke wedstrijd, werd gespeeld op 11 september 2023 in Hongkong.

## Wedstrijden
| № | Plaats              | Datum             | Competitie                 | Wedstrijd         | Uitslag |
| - | ------------------- | ----------------- | -------------------------- | ----------------- | ------- |
| 1 | Hongkong            | 1 mei 1975        | Azië Cup 1976 kwalificatie | Hongkong − Brunei | 3 − 0   |
| 2 | Hongkong            | 23 februari 1985  | WK 1986 kwalificatie       | Hongkong − Brunei | 8 − 0   |
| 3 | Bandar Seri Begawan | 6 april 1985      | WK 1986 kwalificatie       | Brunei − Hongkong | 1 − 5   |
| 4 | Hongkong            | 11 september 2023 | Vriendschappelijk          | Hongkong − Brunei | 10 − 0  |

## Samenvatting
| Competitie            | Totaal gespeeld | Winst Brunei | Gelijk | Winst Hongkong | Doelsaldo Brunei – Hongkong |
| --------------------- | --------------- | ------------ | ------ | -------------- | --------------------------- |
| WK-kwalificatie       | 2               | 0            | 0      | 2              | 1 − 13                      |
| Azië Cup-kwalificatie | 1               | 0            | 0      | 1              | 0 − 3                       |
| Vriendschappelijk     | 1               | 0            | 0      | 1              | 0 − 10                      |
| Totaal                | 4               | 0            | 0      | 4              | 1 − 26                      |

Wedstrijden bepaald door strafschoppen worden, in lijn met de FIFA, als een gelijkspel gerekend.
NFABD
Bermuda ·
Bhutan ·
Cambodja ·
China ·
Filipijnen ·
Hongkong ·
India ·
Indonesië ·
Japan ·
Jemen ·
Laos ·
Macau ·
Malediven ·
Maleisië ·
Mongolië ·
Myanmar ·
Nepal ·
Oost-Timor ·
Pakistan ·
Rusland ·
Singapore ·
Sri Lanka ·
Tadzjikistan ·
Taiwan ·
Thailand ·
Vanuatu ·
Verenigde Arabische Emiraten ·
Zuid-Korea
HKFA · 
Lijst van A-internationals · 
Hongkongs vrouwenelftal
1960 – 1969 ·
1970 – 1979 ·
1980 – 1989 ·
1990 – 1999 ·
2000 – 2009 ·
2010 – 2019 ·
2020 − 2029
Afghanistan ·
Argentinië ·
Australië ·
Bahrein ·
Bangladesh ·
Bhutan ·
Brazilië ·
Brunei ·
Cambodja ·
Canada ·
China ·
Colombia ·
Denemarken ·
Estland ·
Fiji ·
Filipijnen ·
Guam ·
India ·
Indonesië ·
Irak ·
Iran ·
Israël ·
Japan ·
Jemen ·
Joegoslavië ·
Jordanië ·
Koeweit ·
Kroatië ·
Laos ·
Libanon ·
Liechtenstein ·
Macau ·
Malediven ·
Maleisië ·
Marokko ·
Mauritius ·
Mongolië ·
Myanmar ·
Nepal ·
Noord-Korea ·
Noorwegen ·
Oezbekistan ·
Oman ·
Oost-Timor ·
Palestina ·
Paraguay ·
Qatar ·
Salomonseilanden ·
Saoedi-Arabië ·
Singapore ·
Sri Lanka ·
Syrië ·
Tadzjikistan ·
Taiwan ·
Thailand ·
Turkmenistan ·
Verenigde Arabische Emiraten ·
Vietnam ·
Zuid-Korea ·
Zuid-Vietnam ·
Zwitserland